# Volo UPS Airlines 1354
Il volo UPS Airlines 1354 era un volo di linea per trasporto merci da Louisville, in Kentucky, a Birmingham, in Alabama, negli Stati Uniti d'America. Il 14 agosto 2013, un Airbus A300-600F operante sulla rotta si schiantò e scoppiò in fiamme vicino alla pista durante l'avvicinamento all'aeroporto Internazionale di Birmingham-Shuttlesworth. Entrambi i piloti, le uniche persone a bordo dell'aereo, persero la vita nell'impatto.

## L'aereo
Il velivolo coinvolto era un Airbus A300-600F, marche N155UP, numero di serie 841. Volò per la prima volta il 3 novembre 2003 e venne consegnato a UPS Airlines il 13 febbraio 2004. Era alimentato da 2 motori turboventola Pratt & Whitney PW4158. Al momento dell'incidente, l'aereo aveva quasi 10 anni e aveva accumulato circa 11 000 ore di volo in 6 800 cicli di decollo-atterraggio.

## L'equipaggio
Il comandante del volo 1354 era il 58enne Cerea Beal, Jr. Prima di entrare in UPS, Beal lavorò per Trans World Airlines come ingegnere di volo e poi come primo ufficiale sul Boeing 727. Venne assunto da UPS nell'ottobre 1990 come ingegnere di volo sul 727 e divenne primo ufficiale, sempre sul 727, nell'agosto 1994. Due volte, una nel 2000 e una nel 2002, Beal iniziò e poi si ritirò dall'addestramento per diventare comandante sul 727. Passò all'Airbus A300 come primo ufficiale nel 2004 e poi come comandante nel 2009. Al momento dell'incidente, aveva accumulato 6 406 ore di esperienza di volo presso UPS, di cui 3 265 sull'A300.
Il primo ufficiale era la 37enne Shanda Fanning. Venne assunta da UPS Airlines nel 2006 come ingegnere di volo sul 727. Diventò primo ufficiale sul Boeing 757 nel 2007, poi passò al Boeing 747 nel 2009. Iniziò a volare sull'A300 nel giugno 2012. Al momento dell'incidente, aveva accumulato 4 721 ore di volo totali, delle quali 403 sull'A300.

## L'incidente

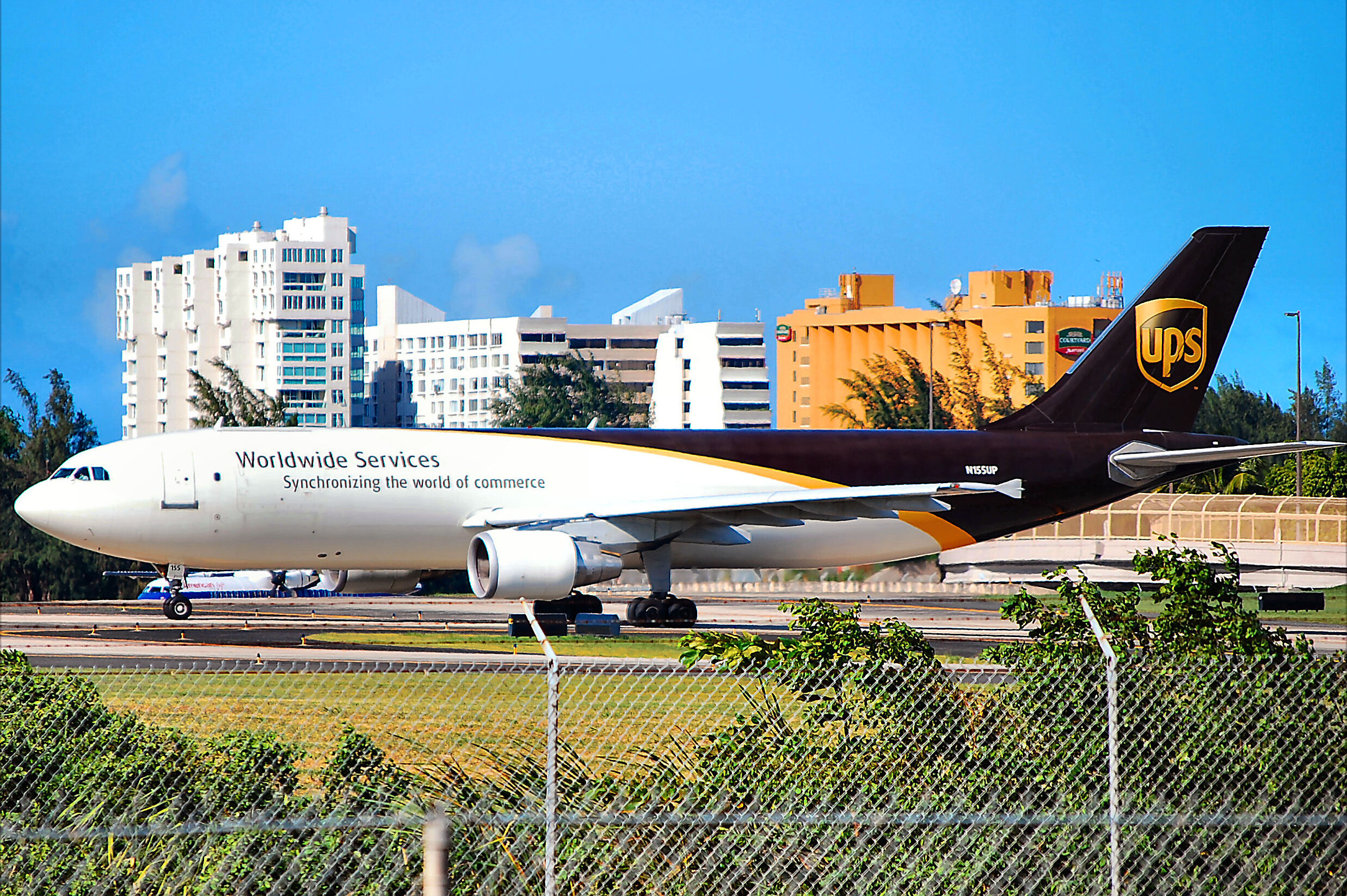
L'aereo coinvolto, visto nel 2009.

Tra le 04:00 e le 05:00 CDT, la pista 06/24, quella più lunga e con un avvicinamento di precisione, sarebbe rimasta chiusa; poiché l'arrivo previsto del volo era alle 04:51, solo la pista 18, quella più corta e con un avvicinamento non di precisione, era disponibile per l'equipaggio. Le condizioni meteorologiche previste a Birmingham indicavano che, con una base delle nubi così bassa, sarebbe stato necessario deviare verso una località alternativa. Tuttavia, il controllore non riferì ai piloti né del meteo né della riapertura della pista più lunga, prevista da lì a poco.
Il comandante pilotava il velivolo, il primo ufficiale si occupava del monitoraggio degli strumenti. Prima della discesa, mentre si trovavano in rotta verso la destinazione, il comandante eseguì il briefing per un avvicinamento non di precisione alla pista 18; il primo ufficiale inserì i dati nel Flight Management System dell'aereo. In questo tipo di avvicinamento, il velivolo utilizza i dati generati dal computer di bordo per portarsi fino all'altitudine minima di sicurezza, che in questo caso era di 1 200 piedi (370 m). Una volta raggiunta tale altitudine, i piloti avrebbero potuto decidere se continuare l'atterraggio, con la pista in vista, o se effettuare una riattaccata.
Tuttavia, il piano di volo inserito nel computer di bordo portava con sé una discontinuità. I piloti, non ricontrollando come avrebbero dovuto, non se ne accorsero; l'Airbus non iniziò quindi la discesa. In risposta, il comandante, senza avvertire il primo ufficiale, che comunque se ne accorse poco dopo, cambiò la modalità del pilota automatico in "velocità verticale", impostando un rateo di discesa di 1 500 piedi (460 m) al minuto. A circa 1 600 piedi (490 m), il copilota effettuò la callout "1000 piedi sopra l'aeroporto", che si trova all'altitudine di circa 600 piedi (180 m). Il comandante riferì che l'altitudine minima di decisione era di 1 200 piedi (370 m) e, nonostante fossero vicini, non diminuì il rateo di discesa.
L'aereo continuò a scendere oltrepassando l'altitudine minima di decisione, senza che il primo ufficiale effettuasse la relativa callout. All'altitudine di 1 000 piedi (300 m), l'EGPWS emise un allarme di "SINK RATE". Il comandante, in risposta, diminuì il rateo di discesa. Tre secondi dopo, riportò di vedere la pista; il copilota confermò. La discesa continuò ad una velocità verticale di 1 000 piedi (300 m) al minuto, andando contro le procedure operative standard di UPS Airlines, che classificavano questo come un avvicinamento non stabilizzato che avrebbe necessitato di una riattaccata.
Nonostante la diminuzione del rateo di discesa, il jet stava scendendo troppo rapidamente su una traiettoria che lo avrebbe portato a circa 1 miglio nautico (1,9 km) prima della pista. In seguito alla callout del primo ufficiale di "1000 piedi sopra l'aeroporto", nessuno dei due piloti monitorò l'altitudine. Dopo aver colpito le cime di alcuni alberi, l'EGPWS emise un altro allarme, questa volta di "TOO LOW, TERRAIN". Pochi secondi dopo, l'aeromobile si schiantò su una collina a un chilometro e mezzo dalla pista, provocando la morte di entrambi i piloti.

## Le indagini

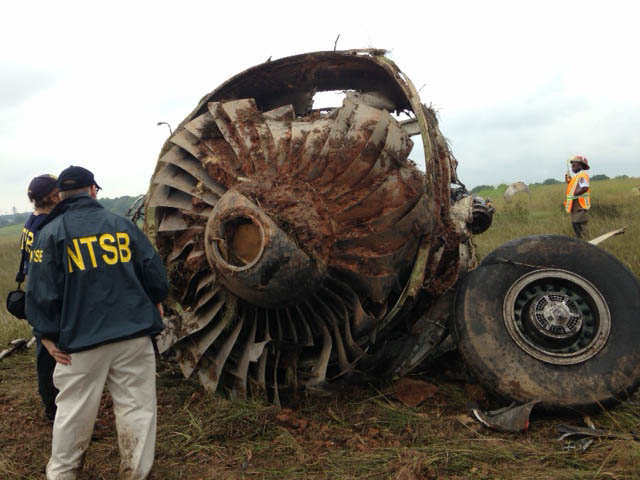
Gli investigatori del National Transportation Safety Board sulla scena dell'incidente.

Il National Transportation Safety Board (NTSB) avviò un'indagine e inviò un team di 26 membri sul luogo dell'incidente per raccogliere prove. In una conferenza stampa tenutasi più tardi lo stesso giorno, l'NTSB dichiarò di non essere stato in grado di recuperare il registratore vocale di cabina (CVR) e il registratore dei dati di volo (FDR), poiché la sezione di coda (dove sono alloggiati i registratori) era ancora in fiamme. Entrambi furono recuperati il giorno seguente e inviati in laboratorio per essere analizzati.
IL 16 agosto 2013, l'NTSB riferì che l'equipaggio aveva effettuato un briefing per l'avvicinamento alla pista 18 e che era stato autorizzato ad atterrare dal controllo del traffico aereo due minuti prima della fine delle registrazioni. Sedici secondi prima, il sistema di allarme di prossimità al suolo (GPWS) dell'aereo emise due allarmi di "SINK RATE", il che significava che stavano scendendo troppo rapidamente. Tre secondi dopo, il comandante Beal riferì di avere in vista la pista, come confermato dal primo ufficiale Fanning. Il CVR registrò il rumore del primo urto con degli alberi tre secondi dopo che i piloti riferirono di aver visto la pista. Il GPWS emise poi un avviso di "TOO LOW, TERRAIN", seguito dai suoni finali di impatto.
In rappresentanza del Paese di produzione del velivolo, l'Agenzia Investigativa Francese BEA, assistita da consulenti tecnici di Airbus, partecipò all'inchiesta. Anche membri dell'FBI Evidence Response Team assistettero alle indagini. L'NTSB dichiarò alla fine di agosto che nessuna anomalia meccanica era stata ancora scoperta, ma che l'indagine completa avrebbe richiesto diversi mesi.
Il 20 febbraio 2014, l'NTSB tenne un'audizione pubblica riguardante le indagini: vennero presentati estratti del registratore vocale della cabina di pilotaggio (CVR), in cui sia il comandante che il primo ufficiale discutevano della mancanza di sonno sufficiente prima del volo. lo stesso giorno fu rilasciata l'intera trascrizione del CVR.

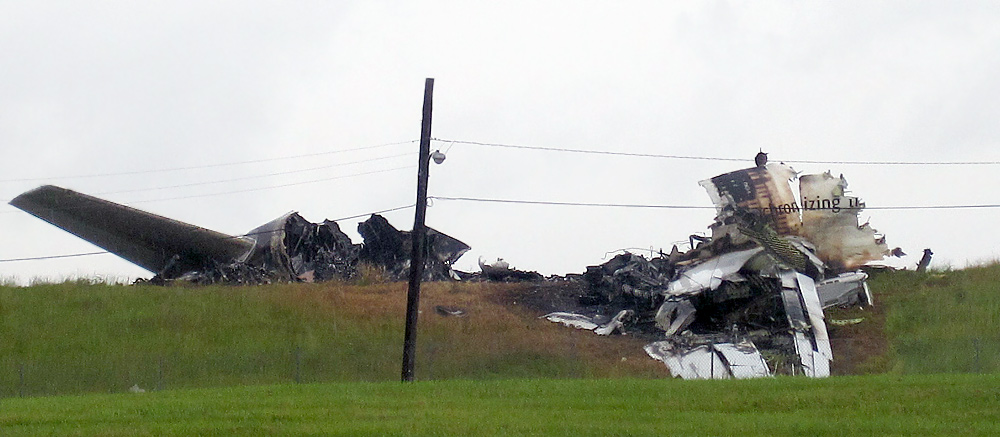
Un'altra vista del sito dello schianto. A sinistra si vede una parte dello stabilizzatore, a destra una sezione della fusoliera e l'ala destra.

Il 9 settembre 2014 il National Transportation Safety Board annunciò che la probabile causa dello schianto fu un avvicinamento non stabilizzato all'aeroporto, durante il quale i piloti non riuscirono a monitorare adeguatamente l'altitudine. L'aereo scese al di sotto dell'altitudine minima di discesa quando la pista non era ancora in vista, provocando un volo controllato contro il suolo a circa un chilometro dalla testata. L'NTSB scoprì che i fattori contribuenti all'incidente furono:
- l'incapacità dell'equipaggio di configurare e verificare correttamente il computer di gestione di volo per il profilo di avvicinamento;
- l'incapacità del comandante di comunicare le sue intenzioni al primo ufficiale una volta emerso che il profilo verticale del sentiero di discesa non era stato catturato;
- l'aspettativa dell'equipaggio di uscire dalle nuvole a 1.000 piedi sopra il livello del suolo [a causa di informazioni meteorologiche incomplete];
- l'incapacità del primo ufficiale di effettuare le callout richieste;
- le carenze prestazionali del comandante, probabilmente dovute a fattori tra cui, a titolo esemplificativo, affaticamento, distrazione o confusione, coerenti con le carenze prestazionali mostrate durante l'addestramento;
- l'affaticamento del primo ufficiale, causato da un'acuta mancanza di sonno derivante dalla sua inefficace gestione del tempo libero.

## Conseguenze

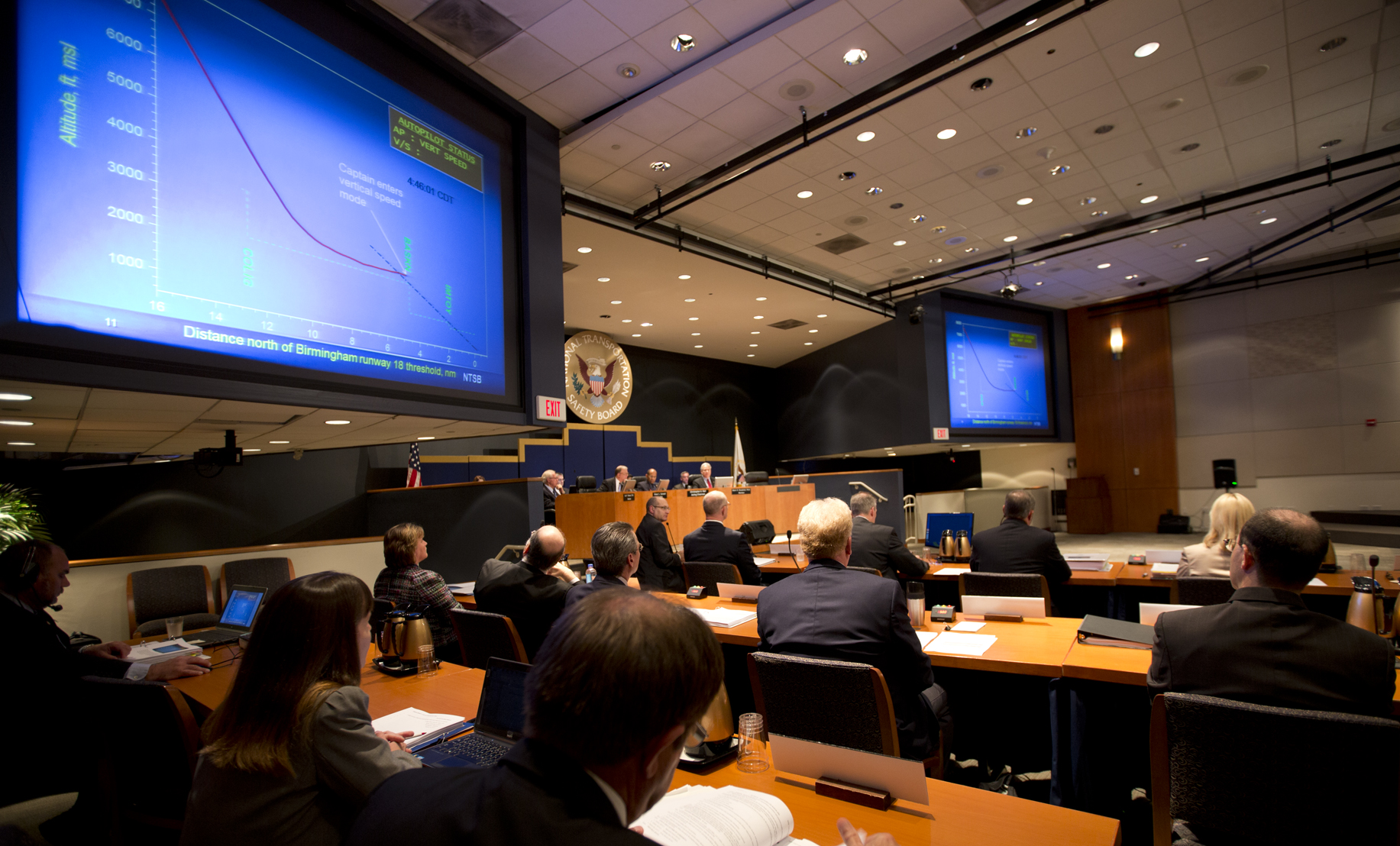
Udienza dell'NTSB, settembre 2014

Nel 2014, la Independent Pilots Association intentò una causa contro la Federal Aviation Administration (FAA) per porre fine all'esenzione dei voli per trasporti merci dai requisiti minimi di riposo dell'equipaggio. Nel 2016, la causa fu respinta da un tribunale di Washington DC, che stabilì che la FAA aveva agito ragionevolmente, escludendo i piloti delle compagnie aeree cargo dall'obbligo di riposo, sulla base di un'analisi costi/benefici.
Bret Fanning, marito del primo ufficiale Shanda Fanning, nel 2014 intentò una causa contro Honeywell Aerospace; sosteneva che il suo sistema di allarme di prossimità al suolo, installato sull'A300, non avesse avvisato in tempo i piloti che il loro velivolo era pericolosamente vicino al suolo. Fanning affermò che il GPWS non aveva emesso alcun un allarme fino a un secondo dopo che l'aereo iniziò a colpire le cime degli alberi; tuttavia, l'NTSB determinò dal registratore dei dati di volo che il GPWS aveva emesso un avviso di "SINK RATE" quando l'aeromobile era a 250 piedi (76 m) dal suolo, otto secondi prima del primo impatto con alberi.

## Nella cultura di massa
L'incidente del volo 1354 della UPS Airlines è stato analizzato nel decimo episodio della ventunesima stagione del documentario Indagini ad alta quota, intitolato "Consegna letale" e trasmesso dal National Geographic Channel il 6 giugno 2021.